# هوستيا (آن)
هوستيا (بالفرنسية: Hostiaz)‏ هي بلدية فرنسية تقع في إقليم الآن في فرنسا. رمز إنسي لها هو:1186. أما الرمز البريدي لها فهو: 1110.